# Стрелка изящная
Стрелка изящная, или стрелка красивенькая, или стрелка хорошенькая, (лат. Coenagrion pulchellum) — вид стрекоз семейства стрелок (Coenagrionidae), который встречается по всей Европе.

## Замечания по русскому названию
В ряде источников, этот вид приводится под русским названием стрелка красивая, которое в других источниках используется для близкородственного вида Coenagrion scitulum.
Помимо этого, русское название стрелка изящная в ряде источников приводится для вида Ischnura elegans.

## Описание
Длина 34-38 мм, брюшко 25-30 мм, заднее крыло 16-21 мм. Брюшко длинное и тонкое. Выраженный половой диморфизм в окраске. Голова широкая. Задний край переднеспинки имеет три примерно одинаково развитые лопасти, которые хорошо обособлены. Крылья прозрачные, птеростигма узкая (равна 1 ячейке) и одноцветная. Ноги чёрного или тёмно-серого цвета. У самцов основная окраска брюшка сверху чёрная, матовая. На верхней стороне брюшных сегментов преобладает чёрный цвет; передняя часть сегмента голубого цвета. Конец брюшка почти полностью голубого цвета, за исключением чёрных анальных придатков. Спинная сторона Х тергита брюшка голубого цвета с черными отметинами.
Окраска самки голубовато- или желтовато-зелёная с типичным чёрным рисунком, более развитым чем у самца. Все сегменты брюшка самки обычно двухцветные — преимущественно чёрные, но с зелёным пятном в передней части.

## Биология
Лет: май — начало августа. Населяют любые типы стоячих и медленно текущих водоемов с развитой водной растительностью и не кислой водой. Яйца откладываются самками на нижнюю сторону плавающих и погруженных в воду листьев водных растений, помимо этого в ткани мертвых растений и в затонувшие стволы деревьев. При этом, самка под воду обычно не спускается, а только погружает своё брюшко. Самец всегда сопровождает самку при откладывании ею яиц.
Личинка зелёно-желтоватая или жёлто-коричневая, с множеством тёмных точек. Личинка полупрозрачная, благодаря чему становится практически незаметной среди водной растительности. Тело гладкое, длиной 19-21 мм. Личинки держаться на глубине 0,1-0,5 м. Их развитие длится около года.

## Ареал
Умеренная зона Европы, Кавказ, Передняя и Центральная Азия, юг Западной Сибири, Алтай.

## Подвиды
- Coenagrion pulchellum subsp. pulchellum Vander Linden, 1825
- Coenagrion pulchellum subsp. mediterraneum Schmidt, 1964